# Ivan Helekal
Ivan Helekal (* 1. srpna 1958 Praha) je akademický malíř, grafik.

## Životopis
Ivan Helekal absolvoval Vysokou školu umělecko-průmyslovou (ateliér monumentální malby u prof. Quido Fojtíka). Od roku 1998 do 2005 vedl Ateliér řezby na Střední umělecko-průmyslové škole a Vyšší odborné škole v Praze 3. Od roku 2009 je zároveň externím pracovníkem Vysoké školy umělecko-průmyslové v Praze, kde přednáší anatomii pro výtvarníky. Jeho stěžejní práce obsahuje především výukové obrazy a anatomické ilustrace učebnic, odborných textů a pomůcek. Ve vlastní volné tvorbě se věnuje figurální a nástěnné malbě, dřevěným plastikám. S jeho ilustracemi je možné se setkat v beletrii, dětských knihách a encyklopediích.

## Tvorba
Své anatomické ilustrace vytváří především pomocí tzv. americké retuše (airbrush), která výrazně lépe než vektorový počítačový program dokáže modelovat povrch a znázornit prostor (technika využívaná především hyperrealisty). Ohraničení prostorů je průhledné a cévy a nervy v nich leží v několika rovinách. V Helekalových ilustracích je student snadno veden složitými strukturami k pochopení jejich topografických vztahů. Svůj vztah k anatomické kresbě formuloval Ivan Helekal takto: „Mám-li říci něco o anatomické kresbě, napadá mě především to, že jde o kresbu zcela odlišnou od jakékoliv jiné výtvarné disciplíny. Více než kdykoliv jindy jsem poučován o tom, že oči „lžou“. Detail, který z výtvarného hlediska považuji za nepodstatný, se ukáže z anatomického hlediska za klíčový. Přesto však neznamená, že anatomická kresba je prosta všech výtvarných a estetických ambicí.(…)“
Vyjma anatomických ilustrací vytváří specifickou grafiku, kdy prostřednictvím fotografií a počítačové grafiky pod jeho rukama vzniká téměř sci-fi. Rád zobrazuje figury ve vztahu s technickými prvky.
V současné době také již pátým rokem učí na Střední umělecko-průmyslové škole v Praze, kde je vedoucím atelieru řezby. V hodinách se studenty se zabývá i figurální tvorbou a navrhováním tj. kombinace tvarového řešení a fantazie s ohledem na specifiku dřevěné plastiky.
Volná tvorba Ivana Helekala je zaměřena na figurální malbu s důrazem na plošně dekorativní účinek barvy. Námětem jeho obrazů je především antická tematika a jeho ztvárnění se někdy zdá být téměř surrealistické.
S jeho dílem jsme se v minulosti mohli setkat ve veřejných interiérech (Italská cukrárna u Novoměstské radnice na Praze 2, pizzerie, parfumerie, benzinová pumpa). Na zakázku nástěnnými malbami zkrášlil bytové interiéry.

## Výstavy
- Novoměstská radnice, Praha 2
- Faustův dům, Karlovo náměstí, Praha
- kavárna, Francouzská ulice, Praha
- Hradec Králové – výstavní síň
- Lékařská fakulta UK Hradec Králové

## Výukové obrazy a anatomické ilustrace
- Vrabcová M.: Sada dvanácti plakátů pro výuku anatomie, Epava Olomouc (1993-5)
- Dylevský I.: Stomatologie pro střední zdravotní školy, Epava Olomouc (1995)
- Petrovický P. et atl.: Systematická topografická klinická anatomie, Karolinum (1995)
- Čihák R.: Anatomie 3 (1997), obnovené a doplněné vydání Anatomie 1 a 2, Grada (2003)
- Zeman M. a kol.: Chirurgická propedeutika, Grada (1998)
- Klepáček I., Mazánek J. a kol.: Klinická anatomie ve stomatologii, Grada( 2001)
- Pařízek A. a kol.: Porodnická analgezie a anestezie, Grada( 2001)
- Klepáček, I., Naňka, O.: Klinická anatomie hlavy a krku – sada obrázků na internetu, zaměřená na topografickou anatomii hlavy a krku pro účely studia klinické anatomie ve stomatologické praxi
- Grim, M., Druga, R. et al.: Základy anatomie 1., Galén (2001)
- Grim, M., Druga, R. et al.: Základy anatomie 5., Galén (2002)
- Ashermann, M. a kol.: Kardiologie, Galén (2004)
- Halaška, M. et al.: Urogynekologie, Galén (2004)
- Hořejší, J.: Křeslo pro Fausta, Galén (2002–2011)
- Grim, M., Druga, R. a kol.: Základy anatomie 3., Galén (2005)
- Pařizek,A.: Porodnicví, Galén (2005)
- Halaška, M.: Urogynekologie, Galén (2008)
- Stingl J., Grim, M., Druga R.: Regional Anatomy
- Pafko,P., Lischke R., at al.: Plicní chirurgie-Operační manuál, Galén (2009)
- Pařízek,A. : Kniha o těhotenství a dítěti, Galén (2010)
- Kol. autorů: Učebnicová sada Člověk a jeho svět – učebnice a pracovní sešit, didaktik( 2010)
- Zeman,M., Krška,Z. a kol.: Chirurgická propedeutika, 3. přepr. a dopl. vydání, Grada (2011)